# Matylda Szczudłowska
                          = 
Matylda Szczudłowska, z domu Pawińska (ur. 14 kwietnia 1902 we Lwowie, zm. 3 kwietnia 2006 we Wrocławiu) – polska uczona, specjalistka okulistyki weterynaryjnej, docent Wyższej Szkoły Rolniczej we Wrocławiu.
Uczęszczała do Gimnazjum Realnego Królowej Jadwigi we Lwowie, gdzie w 1920 uzyskała maturę. Podjęła następnie studia na Akademii Medycyny Weterynaryjnej we Lwowie, uzyskując w 1925 dyplom lekarza weterynarii. Przez osiem lat kształciła się również w lwowskim Konserwatorium w klasie fortepianu. Od 1925 pracowała jako asystent w Akademii Medycyny Weterynaryjnej, kolejno w Katedrze Nauki o Badaniu Środków Spożywczych Zwierzęcego Pochodzenia (u Alfreda Trawińskiego), Katedrze Chorób Wewnętrznych (u Zygmunta Markowskiego) i Katedrze Farmakologii (u Wincentego Skowrońskiego). W 1930 na podstawie rozprawy Oznaczenia sprawności układu śródbłonkowo-siateczkowego u krów obroniła dyplom doktora nauk weterynaryjnych.
Od 1934 do wybuchu II wojny światowej, a także podczas okupacji i w pierwszych latach powojennych, nie pracowała zawodowo. Po wojnie znalazła się we Wrocławiu, gdzie w 1947 została adiunktem w Katedrze Chirurgii Wydziału Medycyny Weterynaryjnej Uniwersytetu i Politechniki. Wydział ten wkrótce wszedł w skład tworzonej Wyższej Szkoły Rolniczej. W 1955 Centralna Komisja Kwalifikacyjna dla pracowników naukowych nadała Matyldzie Szczudłowskiej stopień docenta. Na emeryturę Szczudłowska przeszła w 1972.
W pracy naukowej zajmowała się chorobami oczu u zwierząt. Badała m.in. zależności między występowaniem chorób oczu a żywieniem. Opracowała oryginalny plan badania okulistycznego, stanowiący podstawę diagnostyczną. Z przeszło 50 prac naukowych do najważniejszych można zaliczyć monografię Choroby i leczenie zębów u koni i skrypt Okulistyka weterynaryjna. Matylda Szczudłowska zaliczana jest do współtwórców polskiej okulistyki weterynaryjnej, a także pionierów powojennego wrocławskiego ośrodka akademickiego.
Od 1934 była żoną Kazimierza Szczudłowskiego (1890-1985), ostatniego rektora lwowskiej Akademii Medycyny Weterynaryjnej, po wojnie również związanego z wydziałem weterynaryjnym wrocławskiej uczelni rolniczej. Z małżeństwa tego urodziły się dwie córki: Grażyna (doktor nauk medycznych) i Monika (wiolonczelistka, od 1968 przebywająca w Szwajcarii, m.in. solistka Orkiestry Szwajcarii Romańskiej w Genewie). Ostatnie lata życia Matylda Szczudłowska spędziła w domu opieki sióstr franciszkanek, tam też obchodziła w 2002 100-lecie urodzin. Została wówczas wyróżniona Medalem Honorowym Wydziału Medycyny Weterynaryjnej Akademii Rolniczej we Wrocławiu (pod tą nazwą uczelnia funkcjonowała od 1972). Zmarła w kwietniu 2006 w wieku 104 lat, została pochowana na Cmentarzu Grabiszyńskim we Wrocławiu.